# Акерман, Нейт
Натанаэл «Нейт» Лидом Акерман (англ. Nathanael "Nate" Leedom Ackerman; род. 4 марта 1978, Нью-Йорк, Нью-Йорк) — британско-американский математик и борец вольного стиля, представитель средней весовой категории. Выступал за сборную Великобритании по борьбе в период 1999—2011 годов, победитель и призёр первенств национального значения, участник многих крупных международных турниров, в том числе летних Олимпийских игр в Афинах. Преподаватель Гарвардского университета.

## Биография
Нейт Акерман родился 4 марта 1978 года в Нью-Йорке в семье бизнесмена Питера Акермана и писательницы Джоан Лидом-Акерман. Вскоре их семья переехала на постоянное жительство в Лос-Анджелес.
В 1990 году поступил в Американскую школу в Лондоне и на несколько лет уехал жить в Великобританию. Здесь начал серьёзно заниматься вольной борьбой.
Вернувшись на родину в 1995 году, изучал математику в Гарвардском университете — окончил его с отличием в 2000 году. В США продолжал заниматься борьбой, проходил подготовку в Борцовском клубе Дэйва Шульца.
Имея двойное гражданство США и Великобритании, с 1999 года Акерман регулярно представлял британскую национальную сборную на международных соревнованиях по вольной борьбе. Так, он участвовал в чемпионатах мира 1999, 2001, 2002, 2003, 2005 и 2011 годов, выступал на Играх Содружества 2002 года в Манчестере, где в зачёте средней весовой категории закрыл десятку сильнейших. Дважды выигрывал британское национальное первенство по вольной борьбе.
Благодаря череде удачных выступлений удостоился права представлять Великобританию на летних Олимпийских играх 2004 года в Афинах. В категории до 74 кг провёл два поединка, потерпел поражение от армянина Араика Геворгяна и от представителя Казахстана Геннадия Лалиева. Таким образом, расположился в итоговом протоколе соревнований на 19 строке.
В 2006 году получил степень доктора философии по математике в Массачусетском технологическом институте.
Впоследствии полностью посвятил себя математике, читал лекции по этому предмету в Гарвардском университете. Автор научных трудов по теоретической информатике.